# Castilfrío de la Sierra
Castilfrío de la Sierra – gmina w Hiszpanii, w prowincji Soria, w Kastylii i León, o powierzchni 12,16 km². W 2011 roku gmina liczyła 29 mieszkańców.